# Cap des Bancal
El cap des Bancal és un cap de la costa meridional de l'illa de Mallorca on la línia de la costa canvia l'orientació oest a est per la sud-oest a nord-est. Es troba al municipi de Llucmajor. Està situada dins els terrenys de la possessió de Capocorb Nou i és veïna de Cala Pi. El nom fa referència a la gran plataforma escalonada que hi ha a dalt. En alguns mapes i d'altres documents antics figura com a punta de Capocorb, nom que es manté en algunes fonts actuals, però els pescadors i d'altres habitants de la zona el coneixen des de temps enrere com a cap des Bancal.